# Observatoire de radioastronomie Mullard
L'Observatoire de radioastronomie Mullard (ou MRAO, acronyme du nom anglais Mullard Radio Astronomy Observatory est un observatoire astronomique dans le domaine des ondes radio propriété de l'université de Cambridge (Angleterre).

## Liste des instruments du MRAO
- Le Télescope Ryle, un interféromètre composé de huit antennes opérant à une fréquence de 15 GHz (soit une longueur d'onde de deux centimètres). Les antennes font 13 mètres de diamètre. Quatre des antennes sont fixes, et les autres mobiles, permettant d'avoir des lignes de bases allant de 18 mètres à 4,8 kilomètres. Il a été retiré du service en 2006, ses antennes étant réutilisées par le Arcminute Microkelvin Imager (en) (voir ci-dessous).
- Une antenne du réseau Multi-Element Radio Linked Interferometer Network (MERLIN), réparti sur une partie de la Grande-Bretagne est située au MRAO. MERLIN possède sept antennes en tout, permettant d'atteindre une résolution angulaire de 40 millisecondes d'arc, opérant à des fréquences comprises entre 151 MHz et 24 GHz.
- Le Cosmic Anisotropy Telescope (en) (CAT), un interféromètre destiné à l'étude des anisotropies du fond diffus cosmologique, dont il produisit les premières images en haute résolution (en l'occurrence 20 minutes d'arc) en 1996. Il a été retiré du service à la fin des années 1990.
- Le Very Small Array (VSA), le successeur de CAT, opérant entre 26  et   36 GHz. Il a été déplacé à Tenerife en 1999.
- Le Arcminute Microkelvin Imager (en) (AMI), opérant entre 13,5  et   18 GHz pour une résolution angulaire de 30 secondes d'arc à 10 minutes d'arc. Il consiste en deux structures, le Small Array et le Large Array. La première consiste en 10 antennes de 3,7 mètres de diamètre situées dans une enceinte de 30 × 40 mètres, la seconde en un réseau d'antennes issu du télescope Ryle.
- Le Cambridge Optical Aperture Synthesis Telescope (COAST), un interféromètre optique qui a servi de banc d'essai pour des interféromètres optiques en service (le VLTI du Very Large Telescope) ou en projet (l'Observatoire de Magdalena Ridge, ou MROI). Il est aujourd'hui retiré du service.
- Le Cambridge Low-Frequency Synthesis Telescope (en) (CLFST), un interféromètre constitué de 60 antennes râteau opérant à 151 MHz réparties sur des distances allant jusqu'à 4,6 kilomètres, permettant d'obtenir une résolution légèrement moindre qu'une minute d'arc. Il a été retiré du service.

## Personnalités liées au MRAO
Martin Ryle est le fondateur du MRAO. Antony Hewish utilisa avec son étudiante d'alors Jocelyn Bell des instruments du MRAO pour découvrir les pulsars. Hewish et Ryle furent récompensés du prix Nobel de physique pour leur contribution à la radioastronomie.
L'astronome David A. Green, spécialiste des rémanents de supernova est actuellement (2008) en poste au MRAO. Son catalogue électronique de rémanents est hébergé sur le site du MRAO ().